# North Judson
North Judson – miasto w Stanach Zjednoczonych, w stanie Indiana, w hrabstwie Starke.